# Coronel de Marina Leonardo Rosales partido
Coronel de Marina Leonardo Rosales egy partido (körzet) Argentínában a Buenos Aires tartományban. A fővárosa Punta Alta.

## Települések
| - Punta Alta - Villa General Arias - Balneario Pehuen-Có - Puerto Rosales | - Villa del Mar - Bajo Hondo - Calderón |